# Milana Mišić
Laila Anna-Maria Milana Mišić-Puukari, conosciuta come Milana Mišić (Espoo, 23 ottobre 1970), è una cantante finlandese.

## Biografia
La madre di Milana Mišić, la cantante Laila Kinnunen, era sposata con l'attore Ville-Veikko Salminen quando è rimasta incinta, motivo per cui alla nascita alla figlia è stato assegnato il cognome Salminen. Quando è emerso che il padre era in realtà il musicista jugoslavo (ora croato) Milan Mišić e questo ne ha riconosciuto la paternità, il cognome è stato cambiato.
Milana Mišić ha inviato delle sue demo a varie case discografiche alla fine degli anni '80, e Pertti Neumann, produttore artistico della EMI finlandese, le ha offerto il suo primo contratto. Il suo album di debutto Milana è uscito nel 1991, seguito due anni dopo da Serenata, contenente la hit radiofonica Kulkukissa. Alla fine del 1993, la cantante ha messo in pausa la sua carriera musicale per concentrarsi sui suoi studi, che completerà nel 1998 presso la IV Scuola di assistenza sanitaria di Helsinki nel campo dell'ottica.
Affiancata dal produttore Pauli Saarinen, nel 1999 è tornata attiva in campo musicale con una serie di canzoni ispirate alla musica latina che hanno portato, due anni dopo, alla pubblicazione dell'album Sydän saa merkin. Sei anni dopo è uscito il quarto album, Väärää rakkautta. Nel 2004 ha partecipato al festival internazionale Cervo d'oro rappresentando la Finlandia in duo con il cantautore Petri Kaivanto.
Nel 2008 Milana Mišić ha fatto per la prima volta il suo ingresso nella classifica finlandese con Laulumme, una raccolta di cover dei successi della madre Laila Kinnunen, che ha raggiunto la 6ª posizione. L'anno successivo è comparsa nuovamente nella classifica nazionale al 34º posto con un nuovo album di cover, Valoa ikkunassa.
Nel 2011 la cantante ha partecipato a Euroviisut, il programma di selezione del rappresentante finlandese all'Eurovision Song Contest, dove ha presentato l'inedito Sydämeni kaksi maata, piazzandosi 9ª nella finale.

## Discografia

### Album
- 1991 – Milana
- 1993 – Serenata
- 2001 – Sydän saa merkin
- 2007 – Väärää rakkautta
- 2010 – Jos itken, jos nauran
- 2014 – Linnun kokoinen

### Raccolte
- 2008 – Laulumme
- 2009 – Valoa ikkunassa - 12 Laila Kinnusen ikimuistoista laulua
- 2011 – Käy tanssimaan, kokoelma
- 2020 – Aikoja sitten - vuodet 1991-2020

### Singoli
- 1991 – Auringon tyttö/Saa tanssii taas
- 1991 – Muovikukka/Illan viimeinen lintu
- 1993 – Kulkukissa
- 2000 – Sydän saa merkin
- 2000 – Kuu riittää
- 2003 – Pakkomielle
- 2003 – Illan viimeinen lintu
- 2004 – Minne mä meen
- 2004 – L'amore impossibile (con Petri Kaivanto)
- 2005 – Valehtelija/Rakkaus kestää
- 2005 – Älä sano ei
- 2006 – Enkeli
- 2006 – Putoan
- 2008 – Lauluni
- 2009 – Valoa ikkunassa
- 2009 – Pikku pikku bikinissä
- 2009 – Toiset meistä
- 2010 – Sydämeni kaksi maata
- 2011 – The Two Lands of My Heart
- 2011 – Kotikissa
- 2012 – Linnun kokoinen
- 2013 – Tiedäthän mistä mut löytää
- 2014 – Tähteni
- 2014 – Varjot vasten oopperaa
- 2017 – Suvi
- 2018 – Aikoja sitten
- 2021 – Rakastumisiin